# Tadeusz Piskor

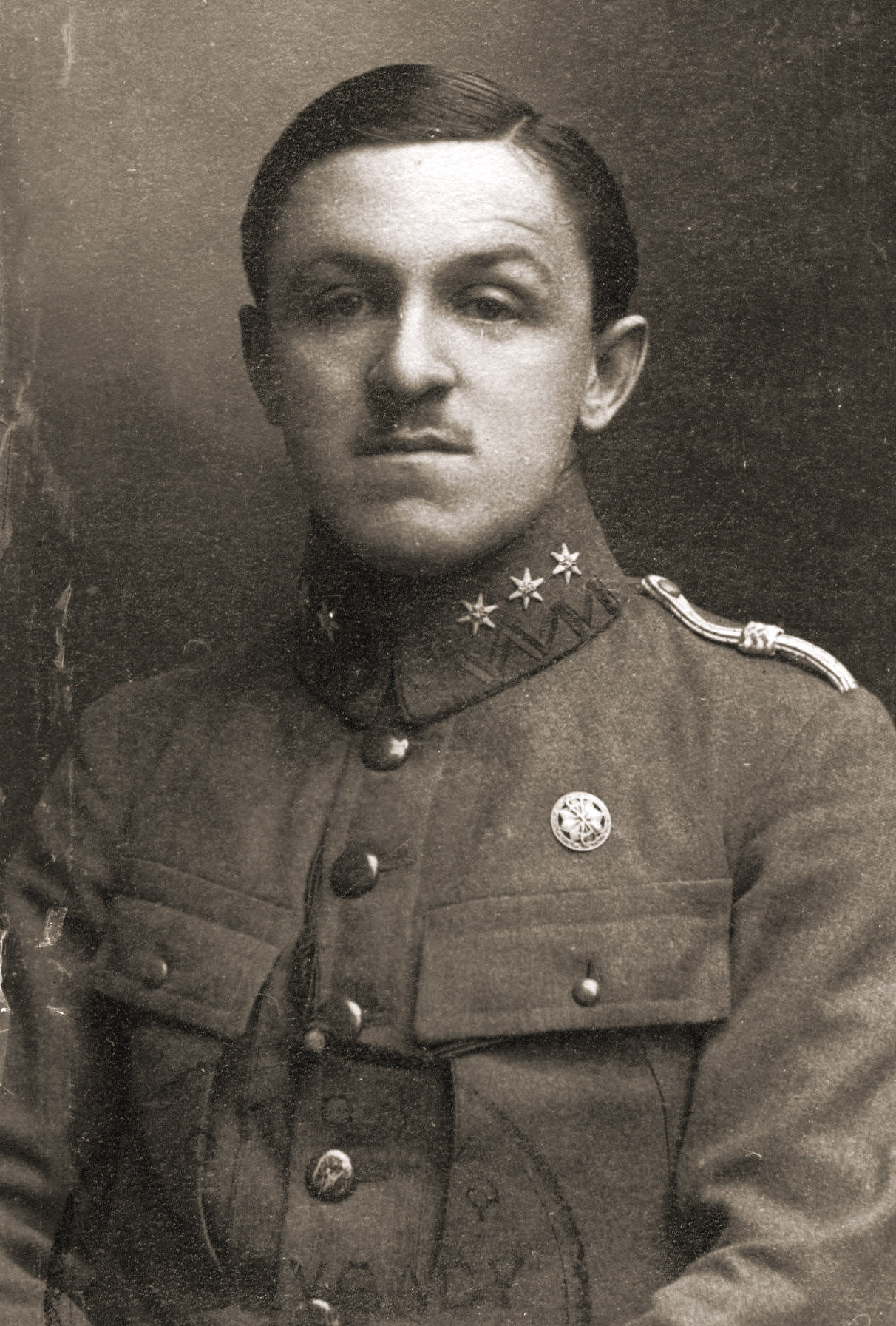
Tadeusz Piskor jako oficer I Brygady Legionów 1916

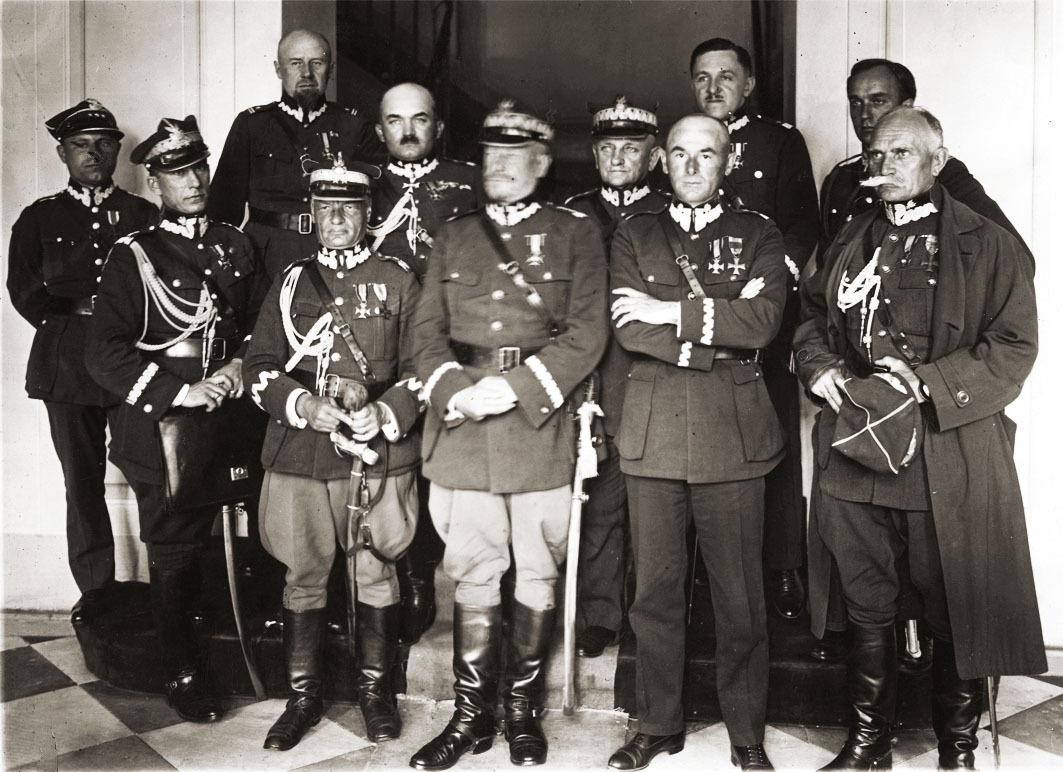
Konferencja inspektorów armii w Warszawie, początek 1926. Pierwszy rząd od lewej: gen. Mieczysław Norwid-Neugebauer, gen. Jan Romer, gen. Lucjan Żeligowski, gen. Edward Śmigły-Rydz, gen. Aleksander Osiński. Drugi rząd od lewej: NN, mjr Aleksander Prystor, gen. Józef Rybak, gen. Leonard Skierski, gen. Tadeusz Piskor, płk Tadeusz Kasprzycki

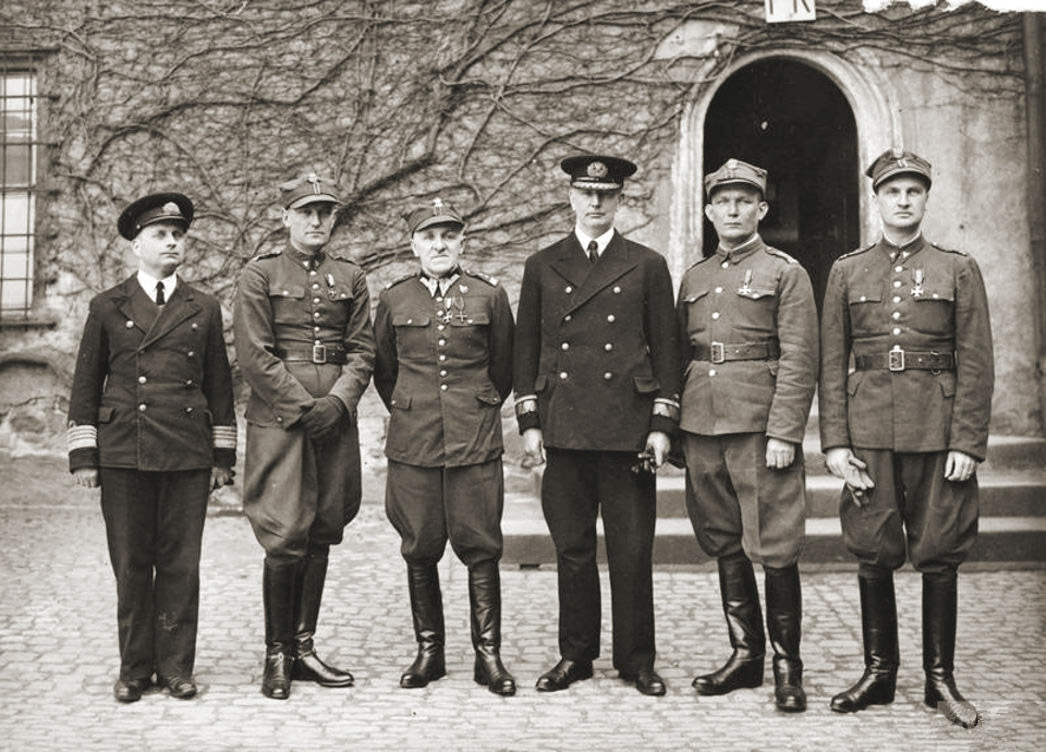
Oficerowie polscy w niewoli niemieckiej. Oflag Colditz. Od prawej: płk Antoni Durski-Trzaska, płk Mieczysław Mozdyniewicz, adm. Józef Unrug, gen. Tadeusz Piskor, płk Władysław Smolarski, kmdr Marian Majewski

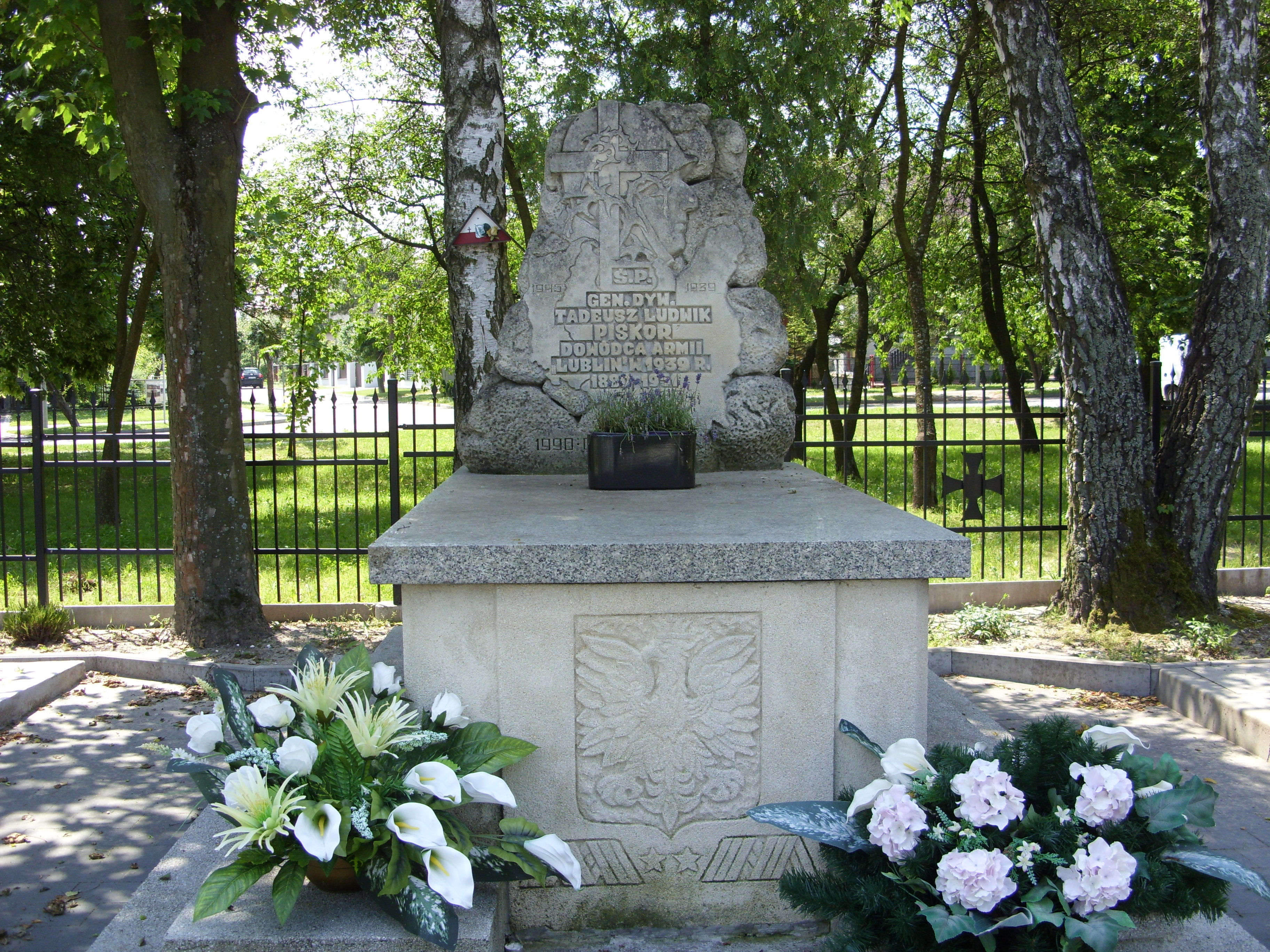
Grób gen. Tadeusza Piskora w Tomaszowie Lubelskim na Cmentarzu Wojennym 1939

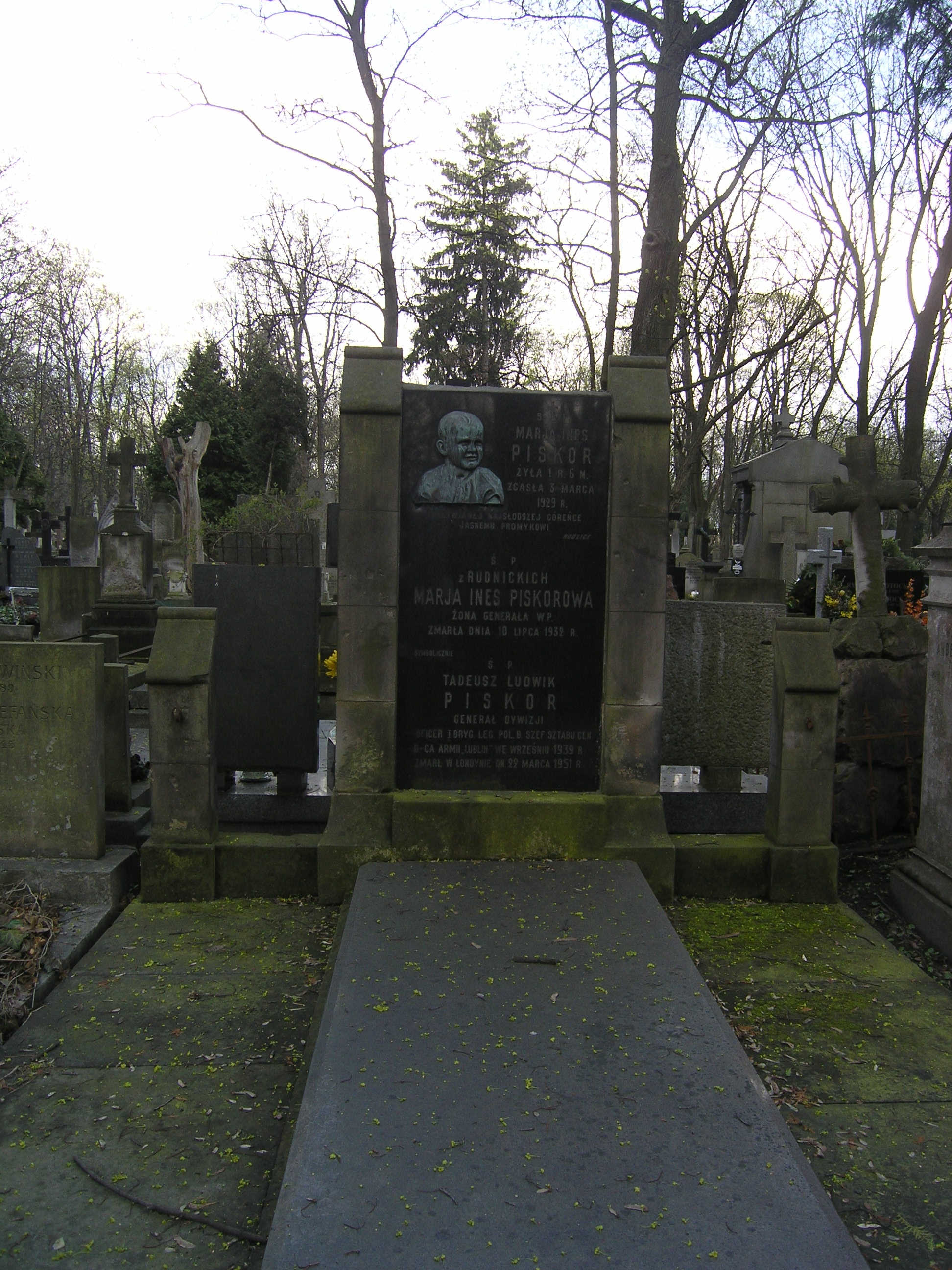
Symboliczny grób gen. Tadeusza Piskora na Starych Powązkach w Warszawie, kwiecień 2012

Tadeusz Ludwik Piskor (ur. 1 lutego 1889 w Borze, zm. 22 marca 1951 w Londynie) – generał dywizji Wojska Polskiego, szef Sztabu Głównego (1926–1931), dowódca Armii „Lublin” w kampanii wrześniowej 1939 roku.

## Życiorys
Urodził się w rodzinie Władysława, inżyniera hutnika, i Julii z Zagórskich. Absolwent Gimnazjum gen. Pawła Chrzanowskiego w Warszawie (1907). W 1908 rozpoczął studia na Wydziale Nauk Ścisłych Instytutu Politechnicznego w Liège w Belgii. W 1910 przeniósł się do Lwowa, kontynuując studia (1909–1913) na Wydziale Budowy Maszyn Politechniki Lwowskiej.
W Belgii był współzałożycielem Związku Walki Czynnej (1909). We Lwowie był nadal związany z ruchem niepodległościowym (ZWC). 15 października 1912 wstąpił do Związku Strzeleckiego, w którym ukończył kurs oficerski (1912). Był jednym z oficerów ulubionych przez komendanta Józefa Piłsudskiego, z rąk którego otrzymał znak oficerski „Parasol”. 1 listopada 1913 został komendantem szkoły podoficerskiej.
26 sierpnia 1914 wstąpił do Legionów Polskich. Początkowo służył w sztabie I Brygady, a następnie dowodził kompanią w VI Batalionie. Na froncie wykazał talent dowódczy, toteż szybko awansował (dowódca VI batalionu, II batalionu w 1 pułku piechoty i II batalionu w 5 pułku piechoty, a także przejściowo szef sztabu, a następnie I oficer sztabu I Brygady). W grudniu 1914 został ranny. W czasie służby w Legionach Polskich awansował na porucznika (29 września 1914) i kapitana (5 marca 1915). W lipcu 1917, po kryzysie przysięgowym, został internowany w obozie w Beniaminowie. W czasie pobytu w obozie zachowywał niezwykle godną i patriotyczną postawę, w wyniku czego był przez władze niemieckie szykanowany. Po wyjściu z obozu 29 września 1918 (28 IX) przez krótki okres był w Polskiej Organizacji Wojskowej.
Od 4 listopada 1918 w Wojsku Polskim. 21 listopada 1918 mianowany szefem sztabu Dowództwa Okręgu Generalnego Lublin. 3 stycznia 1919 został szefem sztabu Grupy Operacyjnej „Bug”, 20 lutego – szefem sztabu 2 Dywizji Piechoty Legionów, Grupy Operacyjnej Kawalerii płk. Władysława Beliny-Prażmowskiego i Grupy Operacyjnej gen. Edwarda Rydza-Śmigłego. Brał udział w działaniach bojowych na froncie; został ranny w styczniu 1919. „Za bitwy pod Skniłowem i Kulparkowem (przedmieścia Lwowa) – od 8 do 11 stycznia t.r. (1919), samodzielne zajęcie Uhnowa (22 stycznia)”. Został odznaczony Orderem Virtuti Militari.
W tym samym roku został awansowany na podpułkownika. W okresie od listopada 1919 do kwietnia 1920 był adiutantem generalnym Naczelnika Państwa i Naczelnego Wodza, Józefa Piłsudskiego. 22 maja 1920 został zatwierdzony z dniem 1 kwietnia 1920 w stopniu pułkownika, w piechocie, w grupie oficerów byłych Legionów Polskich. W lipcu 1920 został szefem Oddziału III Naczelnego Dowództwa.
Po zakończeniu działań wojennych został wyznaczony na stanowisko szefa Oddziału IIIa Biura Ścisłej Rady Wojennej w Warszawie. 3 maja 1922 został zweryfikowany w stopniu pułkownika ze starszeństwem z dniem 1 czerwca 1919 i 40. lokatą w korpusie oficerów piechoty, a jego oddziałem macierzystym był 1 pułk piechoty Legionów. W latach 1923–1924 ukończył kursy dla wyższych dowódców w Wyższej Szkole Wojennej i w Centrum Wyższych Studiów Wojskowych w Warszawie. Uzupełniał studia również we Francji. 13 grudnia 1921 został mianowany szefem Biura Ścisłej Rady Wojennej i II zastępcą szefa Sztabu Generalnego. 31 marca 1924 prezydent Rzeczypospolitej Stanisław Wojciechowski mianował go generałem brygady ze starszeństwem z dniem 1 lipca 1923 roku i 14. lokatą w korpusie generałów. 21 października 1925 roku został mianowany dowódcą 28 Dywizji Piechoty w Warszawie. 19 czerwca 1926 prezydent Rzeczypospolitej Ignacy Mościcki mianował go szefem Sztabu Generalnego w Warszawie. 1 stycznia 1928 prezydent Rzeczypospolitej Ignacy Mościcki mianował go generałem dywizji ze starszeństwem z dniem 1 stycznia 1928 roku i 3. lokatą w korpusie generałów. 3 grudnia 1931 roku został zwolniony ze stanowiska szefa Sztabu Głównego i mianowany inspektorem armii. W wypadku konfliktu zbrojnego z ZSRR miał objąć dowództwo Armii „Baranowicze”.
4 września 1939 został mianowany dowódcą Armii „Lublin”. Z 13 na 14 września 1939 Naczelny Wódz podporządkował mu Armię „Kraków”. Najpierw podległe mu wojska osłaniały rubież rzeki Wisły. Później generał podjął decyzję przebijania się dowodzonymi siłami do Lwowa wzdłuż osi Tomaszów Lubelski–Bełżec. 19 września w rejonie Tomaszowa Lubelskiego Niemcom udało się całkowicie okrążyć armie dowodzone przez gen. Piskora. Wobec niepowodzenia podjętych w nocy z 19 na 20 września prób wyjścia z okrążenia i prawie całkowitego wyczerpania amunicji artyleryjskiej, zapadła decyzja o kapitulacji. Generał wydał rozkaz zaprzestania walk i zniszczenia sprzętu bojowego oraz przekazał do Lublina rozkaz zalecający wojskowym przejście do konspiracji.
20 września 1939 został wzięty do niewoli. Przebywał w kilku obozach jenieckich: VII A Murnau (był najstarszym obozu, gdzie zasłynął odważnym wystąpieniem wobec Niemców podczas apelu w dniu 11 listopada), VIII B Silberberg (Twierdza Srebrna Góra), IV C Colditz, X C Lübeck i VI B Dössel (był komendantem tajnej organizacji wojskowej, wchodzącej w struktury AK).
Po uwolnieniu 30 kwietnia 1945 wyjechał do Wielkiej Brytanii i osiadł w Londynie. Od 2 lipca 1945 pozostawał w dyspozycji szefa Sztabu Naczelnego Wodza. Był mocno schorowany, mimo to działał w Komisji Historycznej Sztabu Głównego i przewodniczył Komisji ds. Żołnierzy 1939.
Zmarł 22 marca 1951 w Londynie, pochowany początkowo na cmentarzu St. Mary’s w Kensal Green. 23 września 1990 urna z prochami spoczęła w Tomaszowie Lubelskim. Grób symboliczny znajduje się na cmentarzu Powązkowskim (kwatera 84-6-19/20).

## Życie prywatne
Tadeusz Piskor był dwukrotnie żonaty. Pierwsza żona, poślubiona w 1921 roku w warszawskim kościele ewangelicko-reformowanym Maria Wacława z Rudnickich 1. voto Saska zmarła w latach 30. Z tego związku urodziła się córka, która zmarła w dzieciństwie. W 1940 ożenił się per procura z Lucyną z Kacperskich, z którą miał syna Jerzego (George), urodzonego w 1946 w Londynie. Jerzy (George) Piskor w 1968 ukończył kierunek elektryczny w Królewskiej Szkole Wojskowej w Kingston.

## Publikacje
- Wyprawa wileńska, Warszawa 1919.
- Gra wojenna z dwoma zadaniami taktycznymi, Warszawa 1919.
- System trójdzielny w organizacji wyższych jednostek wojskowych, Warszawa 1920.
- Działania dywizji kawalerii na Ukrainie od 20 IV do 20 VII 1920, Warszawa 1926.
- Myśl manewru znad Wieprza, „Niepodległość” 1951, t. 3.
- Piłsudski i Lwów, „Wiadomości”, 1951, nr 268.

## Ordery i odznaczenia
- Krzyż Złoty Orderu Wojennego Virtuti Militari nr 125[17]
- Krzyż Srebrny Orderu Wojskowego Virtuti Militari nr 59 (1921)[18][19]
- Krzyż Komandorski z Gwiazdą Orderu Odrodzenia Polski (11 listopada 1937)[20][19]
- Krzyż Komandorski Orderu Odrodzenia Polski (9 listopada 1926)[21][22][19]
- Krzyż Niepodległości (20 stycznia 1931)[23][24][19]
- Krzyż Oficerski Orderu Odrodzenia Polski (2 maja 1923)[25][19][26][27]
- Krzyż Walecznych (czterokrotnie, po raz pierwszy w 1921)[28][19]
- Złoty Krzyż Zasługi (dwukrotnie: 24 maja1929[29][19][30], 10 czerwca 1939[31])
- Medal Pamiątkowy za Wojnę 1918–1921[19]
- Medal Dziesięciolecia Odzyskanej Niepodległości[19]
- Złota Odznaka Honorowa Ligi Obrony Powietrznej i Przeciwgazowej I stopnia[32]
- Znak oficerski „Parasol”
- Odznaka „Znak Pancerny”
- Odznaka Pamiątkowa Generalnego Inspektora Sił Zbrojnych (12 maja 1936)
- Order Świętego Sawy I klasy (Jugosławia, 1929)[33][19]
- Order Korony Rumunii I klasy (Rumunia, 1928)[34][35][19]
- Order Krzyża Orła I klasy (Estonia, 1932)[36]
- Order Miecza II klasy (Szwecja)[19]
- Order Wschodzącego Słońca II klasy (Japonia)[19]
- Order Białej Róży Finlandii II klasy (Finlandia)[19]
- Order Lwa Białego II klasy (Czechosłowacja)[19]
- Order Trzech Gwiazd II klasy (Łotwa, 1928)[19][37]
- Order Karola I II klasy (Rumunia)[19]
- Order Legii Honorowej II i III klasy (Francja)[38][39][19]

- Order Leopolda III klasy z mieczami (Belgia)[19]
- Order Krzyża Wolności III klasy (Estonia)[19]
- Order Orła Białego III klasy (Jugosławia)[19]
- Order Gwiazdy Rumunii III klasy (Rumunia)[19]
- Order Legii Honorowej V klasy (Francja)[38][39][19]

## Awanse
- podporucznik – 1912[2]
- porucznik – 29 IX 1914
- kapitan – 5 III 1915
- major – 4 XI 1918[2]
- pułkownik – 1 IV 1919[6] lub 1 VI 1919[2]
- gen. brygady – 1 VII 1923[2]
- gen. dywizji – 1 I 1928[2]